# Винпром Русе
Винпром Русе — предприятие пищевой промышленности в городе Русе.
Входит в число крупнейших производителей и экспортеров вина в Болгарии.

## История
Винодельческий завод был создан в 1948 году в результате объединения 15 винодельческих предприятий на территории северного региона виноградарства и виноделия в долине реки Дунай.
В 1990 году государственное предприятие было преобразовано в акционерное общество.
10 апреля 1997 года собственником 77 % акций предприятия стала зарегистрированная в Софии компания «Дунав — вино».
В октябре 1998 года предприятие было приватизировано и перешло в собственность компании «Сийборд».
В 2000 году предприятие было сертифицировано в соответствии с международной системой контроля качества ISO 9002, в 2003 году — на соответствие стандартам ISO 9001.
В 2001 году предприятие перешло в собственность компании «Бойар Истейтс».
Летом 2003 года предприятие перешло в собственность российской компании Торговый дом «Межреспубликанский винзавод».

## Современное состояние
Предприятие производит белые и красные вина, крепкие спиртные напитки и винный уксус. Производственные мощности обеспечивают возможность переработки до 57,6 тыс. тонн винограда и производства до 40 млн литров спиртных напитков в год. Продукция экспортируется в Россию, прибалтийские страны, Чехию, Гонконг, Сингапур, Японию и США.
Основной продукцией являются вина сортов Ркацители, Шардоне, Димят, Мускат Оттонель, Каберне Совиньон, Совиньон-блан, Памид, Рислинг, Сенсо и Мерло.